# Pandanus lamekotensis
Pandanus lamekotensis är en enhjärtbladig växtart som beskrevs av Markgr. Pandanus lamekotensis ingår i släktet Pandanus och familjen Pandanaceae. Inga underarter finns listade.